# Prêmio Friedmann
O Prêmio Friedmann (em russo:  Премия имени А.А. Фридмана) é nomeado em memória do físico e matemático russo Alexander Friedmann. Foi concedido de 1972 a 1990 pela Academia de Ciências da União Soviética e em 1993 pela Academia de Ciências da Rússia por trabalhos em física atmosférica e climatologia. Desde 1996 o prêmio é concedido a cada três anos pela Academia Russa por excelentes trabalhos em cosmologia e pesquisa gravitacional.
Não confundir com o Prêmio Alexander Friedmann.

## Recipientes
- 1972: Ilya Afanasievich Kibel
- 1975: Gury Marchuk
- 1978: Michel Judin e Yekaterina Nikitichna Blinova
- 1984: Alexander Obukhov
- 1990: Georgy Golitsyn
- 1993: Dymnikov, Valentin Pavlovich, Andrei Monin e Aleksandr Nikolayevich Filatov
- 1996: Alexei Starobinski
- 1999: Valery Rubakov e Vadim Kuzmin
- 2002: Jakov Seldovich e Rashid Sunyaev
- 2005: Aleksandr Gurevich e Kirill Zybin
- 2008: Vladimir Nikolayevich Lukash
- 2011: Alexander Dmitrievich Dolgov
- 2014: Igor Novikov
- 2017: Igor Ivanovich Tkachev, Andrey Olegovich Barvinsky e Aleksandr Yuryevich Kamenshik
- 2020: Vladimir Gdalevich Kurt